# Mary Rose Oakar
Mary Rose Oakar, née le 5 mars 1940, est une femme politique démocrate américaine qui est membre de la Chambre des représentants des États-Unis pour l'Ohio de 1977 à 1993. Elle est la première femme démocrate élue au Congrès dans cet État, ainsi que la première femme d'ascendance arabo-américaine (syrienne et libanaise) à siéger au Congrès. Après son mandat à la Chambre des représentants, elle est également membre du Conseil de l'éducation de l'Ohio.

## Jeunesse
Oakar, qui obtient un B.A. de l'Ursuline College (en) en 1962 et un M.A. de l'université John-Carroll en 1966, commence sa carrière en enseignant à la Lourdes Academy, un lycée catholique pour femmes. Elle met ensuite mis en scène des pièces de théâtre, enseigne au Cuyahoga Community College (en) de 1968 à 1975 et siège au conseil municipal de Cleveland de 1973 à 1976 avant d'être élue à la Chambre des représentants dans le 20e district du Congrès de l'Ohio, dans le West Side de Cleveland et les banlieues environnantes. Elle prend ses fonctions en 1977, succédant à James V. Stanton (en),.

## Carrière politique
Mary Oakar est l'un des très rares membres arabo-américains de la Chambre (elle est d'ascendance libanaise et syrienne). Elle est membre de haut rang de la commission des banques, du logement et des affaires urbaines, de la commission des postes et de la fonction publique et de la commission de l'administration de la Chambre. Grâce à ces positions, elle réussit à ramener à Cleveland d'importantes sommes d'argent pour la rénovation urbaine. Elle noue également des relations solides avec les groupes juifs de Cleveland. De 1985 à 1989, elle est élue à un poste au sein de la direction démocrate de la Chambre, en tant que secrétaire du caucus démocrate de la Chambre.
Cependant, en 1991, Oakar est impliquée dans le vaste scandale de la banque de la Chambre qui entraîne de multiples découverts et chèques sans provision. La House Bank, qui n'est pas une institution financière fonctionnant normalement, est utilisée pour payer les membres de la Chambre. Cependant, ces membres sont autorisés à prendre des avances sur leurs chèques de paie sans frais de découvert ni répercussion sur leur crédit. Oakar est inculpée de sept chefs d'accusation, dont celui d'avoir menti au FBI, d'avoir déposé de faux états financiers et d'avoir utilisé la banque de la Chambre pour convertir des fonds publics à des fins personnelles. En cas de condamnation, elle aurait pu recevoir 40 ans de prison et une amende de 1,7 million de dollars. Elle utilise les noms de donateurs de paille sur des documents fédéraux pour dissimuler des contributions illégales s'élevant à 16 000 dollars. Trois des chefs d'accusation retenus contre elle sont rejetés par la Cour suprême, les autres sont abandonnés après qu'elle conclut une négociation de peine dans lequel elle plaide coupable de deux délits : conspiration et violation de la loi électorale,,.
En 1992, sa circonscription est renommée 10e et redessinée pour inclure davantage de républicains, bien qu'elle soit toujours solidement démocrate. Elle relève le défi lancé par le commissaire du comté de Cuyahoga, Tim Hagan (en), lors de la primaire démocrate — Hagan a été soutenu par le maire de Cleveland, Michael R. White (en), mais perd contre l'homme d'affaires Martin Hoke (en) lors de l'élection générale.
En 1999, après sept ans de procès, elle obtient un règlement pour diffamation contre le journal de Cleveland, The Plain Dealer. En avril 1992, le périodique publie des articles alléguant qu'Oakar a été contrainte de démissionner d'un groupe de travail du Congrès après le scandale bancaire de la Chambre. Le journal reconnaît que le démocrate à huit mandats « est à juste titre contrarié par la publication d'informations erronées ».
Oakar se présente sans succès à la primaire de la mairie de Cleveland en 2001, et remplit un seul mandat à la Chambre des représentants de l'Ohio de 2000 à 2002. En novembre 2012, elle est élue pour un mandat de quatre ans au Conseil de l'éducation de l'État de l'Ohio, où elle représente le district 11 qui englobe les districts 21, 23 et 25 du Sénat de l'Ohio.

## Vie privée
En 1979, le jeu de cartes à collectionner Supersisters (en) est produit et distribué ; l'une des cartes porte le nom et la photo de Mary Rose Oakar. Cela montre combien c'est une figure importante et reconnue dans la communauté américaine.
En outre, Oakar a également été présidente du comité américano-arabe de lutte contre la discrimination (American-Arab Anti-Discrimination Committee - ADC) de 2003 à 2010. L'ADC se présente comme la plus grande organisation de base arabo-américaine de défense des droits civiques aux États-Unis. Cela démontre son engagement continu pour la communauté arabo-américaine et ses efforts pour promouvoir l'égalité et la justice pour tous.